# Desco da parto (Masaccio)

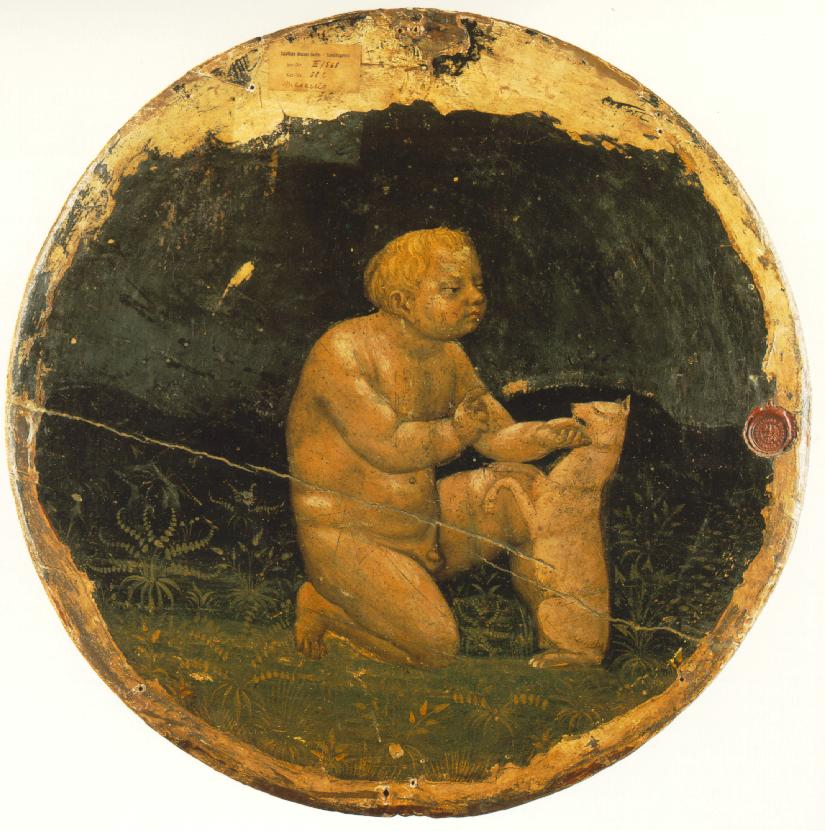
Figura allegorica

Il Desco da parto con sul recto la Natività e sul verso una figura allegorica è un'opera di Masaccio, databile al 1426 e conservata negli Staatliche Museen di Berlino. Si tratta di una tempera su tavola tonda, misurante 56,5 cm di diametro, senza la cornice. L'opera è piuttosto insolita nel panorama dell'attività di Masaccio, poiché al posto della solenne e maestosa impostazione di opere come il Tributo, qui l'autore si diletta nel raccontare minutamente alcuni dettagli aneddotici e ciò è forse dovuto a una maggiore libertà permessa dalla committenza privata. 

## Storia
Nel 1426 Masaccio, impegnato alla realizzazione del polittico di Pisa, riceveva un sollecito con minacce per fargli completare l'opera al più presto e per vietargli di occuparsi di altre opere finché esso non fosse finito. Quali siano le opere con cui il pittore si stesse distraendo nel frattempo non lo si conosce, ma il suo andirivieni con Firenze viene giustificato con la sua capacità di aggiudicarsi ormai commesse prestigiose, tra cui viene annoverato anche il desco da parto, che è analogo nella cromia e nelle ridotte proporzioni delle figure dai tratti delicati alle scene della predella del polittico pisano. Questa particolare tipologia di dipinto rotondo e pitturato su due facce era il regalo cerimoniale per le donne delle famiglie più abbienti che avevano appena partorito. Sul desco, usato come vassoio, venivano offerte le vivande alla partoriente convalescente.
Il desco venne attribuito a Masaccio sin dal 1834 e comprato dai musei berlinesi nel 1883. 

## Descrizione e stile

### Natività

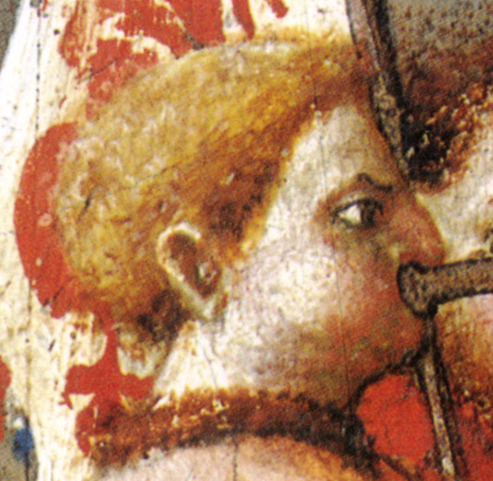
Dettaglio

L'opera, di notevoli dimensioni e di grande ricchezza, testimonia un committente importante, forse un Gonfaloniere di Giustizia, a giudicare dalla presenza dei trombettieri ufficiali dei Gonfaloni della Signoria di Firenze nella scena. Il lato principale mostra una scena di natività, ambientata nella Firenze dell'epoca: a sinistra i trombettieri del Comune fiorentino, ben riconoscibili per gli stendardi con il giglio rosso, arrivano facendo uno squillo (si noti il particolare delle guance gonfie di quello in primo piano) per annunciare la presentazione di doni ufficiali, quali lo stesso desco che un uomo tiene all'estrema sinistra. Nella casa stanno entrando delle donne e due monache. Queste ultime appaiono dalle espressioni piuttosto infastidite dalla musica, in particolare la suora al centro che indirizza un'occhiataccia verso i trombettieri. Esse camminano sotto un bellissimo portico rinascimentale, che confina con un cortile e con una stanza, dove si trova, a destra, la partoriente con le levatrici. Il bimbo è cullato da una donna in primo piano ed è completamente fasciato, secondo la consuetudine dell'epoca. Al collo porta un corallo rosso, antichissimo simbolo apotropaico.
Il disegno richiama da vicino le opere di Donatello (si pensi ad esempio alla formella del Banchetto di Erode):
- l'organizzazione dello spazio regolare che arretra in profondità a intervalli scanditi,
- i personaggi in movimento che entrano ed escono dalla cornice,
- la vivacità aneddotica delle figurette
- i numerosi particolari tratti dalla vita quotidiana

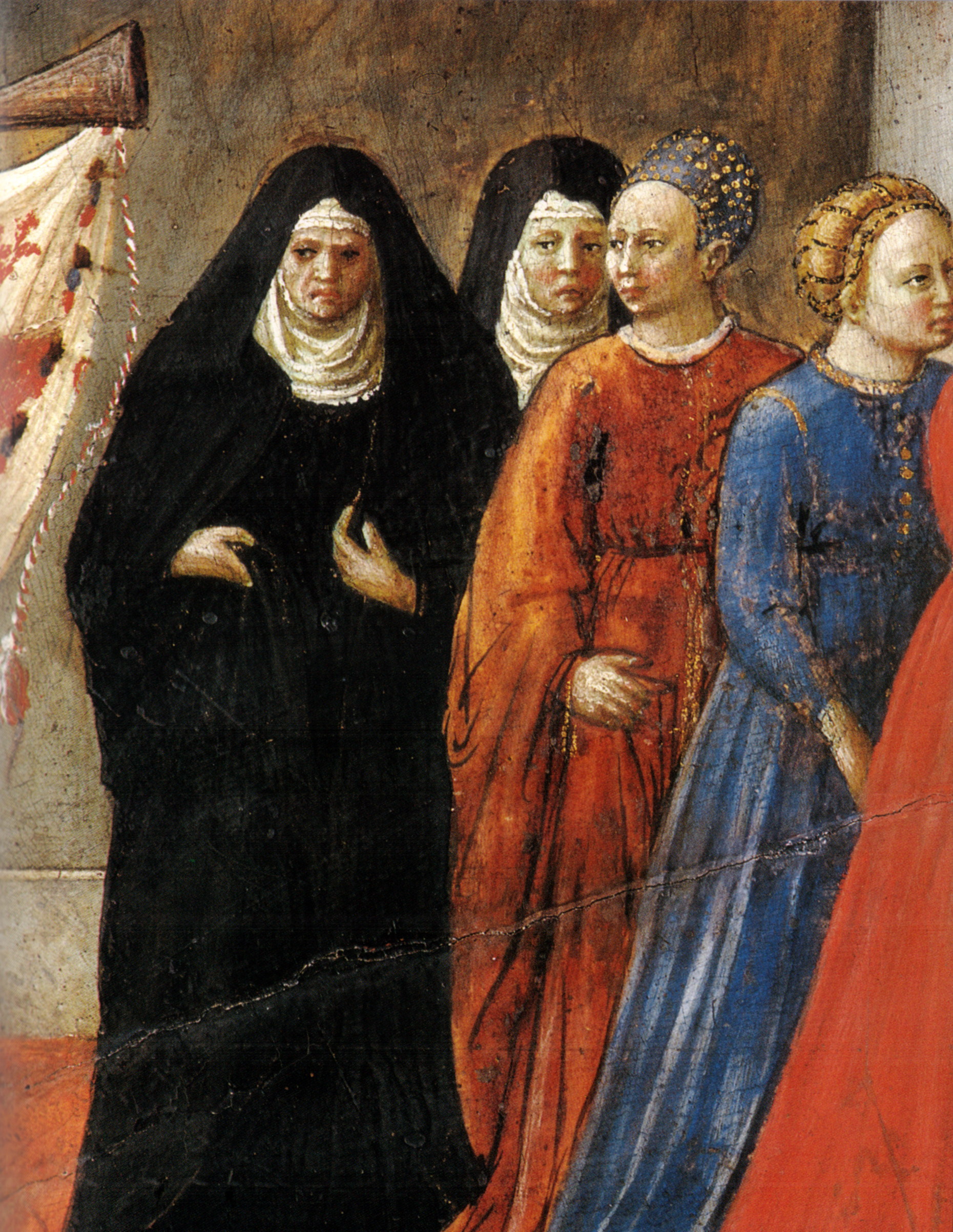
Dettaglio

Si è anche arrivati ad ipotizzare come forse Masaccio dipinse su disegno dell'amico scultore. Guardando la scena si ha come la sensazione di aver sbirciato un piccolo episodio di vita familiare, come suggeriscono il taglio apparentemente casuale dell'architettura, lievemente asimmetrica, o gli sguardi in tralice tra i vari personaggi, come quello della terribile suora al centro. 
Come nell'affresco del San Pietro risana gli infermi con la propria ombra nella Cappella Brancacci, anche qui Masaccio sfruttò la costruzione prospettica per dare l'idea di personaggi che si muovessero verso lo spettatore. Il loggiato è di stretta osservanza brunelleschiana (gli archi, le volte e i capitelli ricordano da vicino l'Ospedale degli Innocenti, allora in costruzione), con inserti marmorei reinventati liberamente a partire da opere del romanico fiorentino come il Battistero e San Miniato al Monte.

### Retro
Il verso del desco da parto raffigura un putto che ammonisce un animaletto, forse un cagnolino. La scena, che doveva alludere al committente o alla sua famiglia, non è ancora stata identificata. Si è ipotizzato che possa ispirarsi a un putto antico e che, essendo di qualità minore, sia stata dipinta da un assistente di Masaccio, magari Andrea di Giusto.